# Broń cywilna
Broń cywilna – przeznaczona do obrony osobistej i ochrony mienia indywidualnego i społecznego.
Do najczęściej stosowanej broni cywilnej należy broń gazowa na której zakup i jej posiadanie niezbędne jest uzyskanie pozwolenia organów upoważnionych przez Ministra Spraw Wewnętrznych, a dla żołnierzy Ministra Obrony Narodowej. Nie wymagane jest zezwolenie na nabycie i posiadanie broni palnej wyprodukowanej przed 1850 rokiem. Użycie broni może nastąpić wyłącznie w obronie koniecznej lub w stanie wyższej konieczności i jeżeli jej użycie jest środkiem ostatecznym.
W obronie koniecznej używamy jej w przypadku odparcia bezpośredniego, bezprawnego i rzeczywistego zamachu na człowieka, dobro własne i innej osoby oraz dobro społeczne pozostające pod ochroną prawa oraz w celu przywrócenia porządku lub spokoju publicznego nawet wówczas gdy nie wynika to z obowiązku służbowego. Mieści się ona w ramach konieczności jeżeli zaatakowana osoba wybrała najłagodniejszy ze skutecznych sposobów obrony. Obrona może być uznana za czyn bezprawny, a nawet przestępczy wówczas gdy dysproporcja pomiędzy stopniem niebezpieczeństwa zamachu a intensywnością zastosowanej obrony była przekroczeniem jej granic. Stan wyższej konieczności zachodzi wówczas, kiedy jedynym sposobem ratowania dobra jednostki lub dobra społecznego przed grożącym im niebezpieczeństwem jest popełnienie czynu zabronionego przez ustawę karną, godzącą w inne dobro, jeżeli nie przedstawia ono wartości większej od dobra ratowanego.